# Der Drachentöter
Der Drachentöter (Originaltitel: Dragonslayer) ist ein US-amerikanischer Fantasyfilm aus dem Jahr 1981. Im Vergleich mit anderen Disney-Filmen dieser Zeit ist er weniger auf eine sehr junge Zielgruppe zugeschnitten und mehr um eine „realistischere“ Darstellung bemüht. Bei den Spezialeffekten wurden die technischen Möglichkeiten der frühen 1980er ausgereizt. Thematisch verarbeitet der Film verschiedene Drachentöter-Legenden. Der Film startete am 30. September 1982 in den deutschen Kinos.

## Handlung
Der junge Galen lebt als Lehrling beim Zauberer Ulrich, als eines Tages eine Abordnung von Landbewohnern eintrifft, die um Hilfe gegen den Drachen Vermithrax bitten, der ihre Heimat unterjocht. Ihr König Casiodorus, Herrscher von Urland, hat ein Abkommen mit dem Drachen getroffen, dem zufolge jedes halbe Jahr eine Jungfrau geopfert werden muss, damit der Drache die Menschen verschont. Seither wird jeweils im Frühling und Herbst per Los entschieden, welches Mädchen das Untier erhalten soll.
Ulrich willigt ein, doch kommt er durch eine Probe, die ihm der böse Hauptmann des Königs, Tyrian, auferlegt, zu Tode. Als auch noch der Diener des alten Zauberers durch Tyrian ums Leben kommt, sieht sich Galen allein vor der Aufgabe, das Land vom Drachen zu befreien. Er beherrscht die Magie nur unzureichend, kann aber auf das Zauberamulett seines verstorbenen Meisters zurückgreifen.
Wider Erwarten gelingt es auch zuerst, den Eingang zur Drachenhöhle zu verschließen und die Bestie so einzuschließen. Diese kann sich jedoch befreien und lässt die Bewohner von Urland ihren Zorn spüren. Galen wird verhaftet, kann aber mit Hilfe der Königstochter Elspeth entkommen. Der Vater der jungen Urlanderin Valerian stellt ihm Waffen und Rüstung her, um den Drachen endgültig zu besiegen.
Gleichzeitig wird das doppelte Spiel König Casiodorus offenbar, der seine eigene Tochter Elspeth stets heimlich von der Lotterie um das Menschenopfer ausgenommen hatte. Als diese davon erfährt, beschließt sie, sich freiwillig dem Drachen zu opfern. Galen will Elspeth retten und muss dabei im Kampf Tyrian töten; doch die Königstochter sucht ihr Schicksal und steigt in die Drachenhöhle. Dort vernichtet Galen die Brut des Drachen und schließlich auch Vermithrax mit Hilfe des aus seiner Asche kurzzeitig wiedererstandenen Ulrichs und des magischen Amuletts.

## Hintergrund

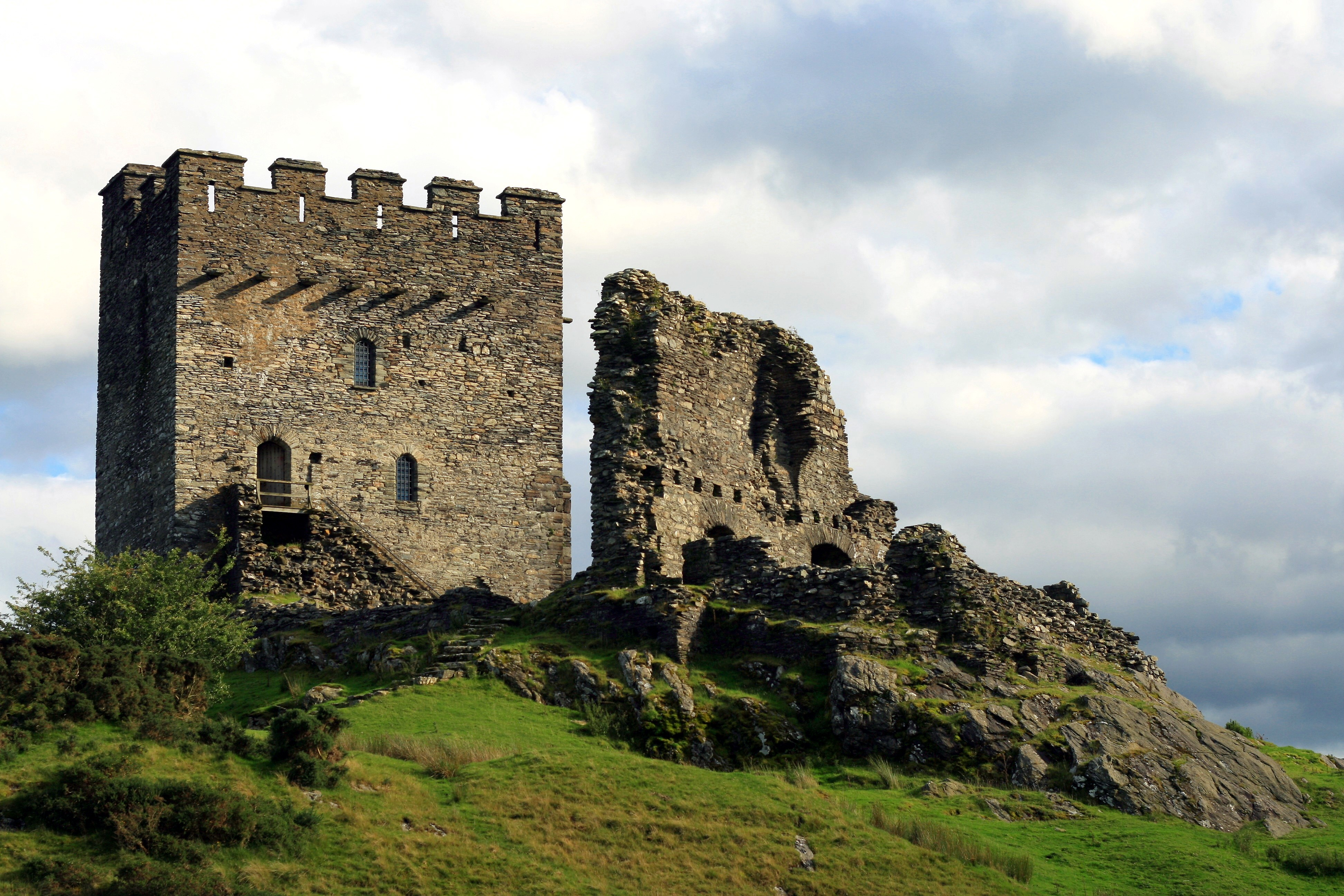
Schloss Dolwyddelan, Conwy, Wales, 2008, Drehort für die Außenaufnahmen 1980

Es wurde besonderer Wert auf eine möglichst wirklichkeitsgetreue Darstellung des frühen englischen Mittelalters kurz nach der Christianisierung gelegt. Die Ausstattung und die Darstellung der Lebensverhältnisse ist daher – abseits von Drachen und Zauberei – näher an der mittelalterlichen Realität als viele vergleichbare Fantasyfilme. Zum „realistischen“ Gesamteindruck trägt auch bei, dass die Dreharbeiten ausschließlich bei natürlichem Tageslicht stattfanden.
Für die Spezialeffekte, die in erster Linie die Darstellung des Drachen betrafen, wendeten die Verantwortlichen von Industrial Light & Magic, u. a. Dennis Muren und Phil Tippett, die neue Animationstechnik der Go-motion an, eine computergestützte Variation der altbekannten Stop-Motion-Technik, die überzeugendere Ergebnisse lieferte. Für den Feueratem des Untiers wurden Flammenwerfer verwendet.

## Veröffentlichung
Der Film war als Disney/Paramount-Koproduktion auf ein Familienpublikum ausgerichtet und wurde deshalb wegen der Düsternis, der Gewaltdarstellungen und insbesondere für das Zeigen von vergleichsweise viel nackter Haut kritisiert, die für das Genre in dieser Zeit unüblich waren. Der Film wurde in den USA deshalb als PG eingestuft, d. h. elterliche Begleitung beim Kinobesuch wurde empfohlen und das gezeigte Material sei für Kinder unter sieben Jahren nicht geeignet. An der Kinokasse war der Film kein großer Erfolg und spielte in den USA nur etwa ein Drittel seiner Produktionskosten von 18 Millionen US-Dollar ein. Die spätere Veröffentlichung auf Video war ungleich erfolgreicher.

## Kritiken
- „Der mit viel Phantasie, Slapstick-Einlagen und mittelalterlicher Milieuschilderung unterhaltende, in Großbritannien realisierte US-Film [erweitert] das sonst mit Effekten protzende Genre durch Einfallsreichtum und mit einer hübschen Pointe.“ (Wertung: 3 Sterne = sehr gut.) – Adolf Heinzlmeier und Berndt Schulz: Lexikon „Filme im Fernsehen“. Erweiterte Neuausgabe, Rasch und Röhring, Hamburg 1990, ISBN 3-89136-392-3, S. 165 f.

- „Simple Story, aber schön zum Ansehen.“ – Kölnische Rundschau.

- „Oft erinnert dieser schöne Fantasy-Film an die Illustrationen alter Märchenbücher.“ – Die Zeit.

- „Streckenweise spannender Fantasyfilm, der nicht immer die Balance zwischen naivem Märchen und ironischer Brechung hält. Beeindruckend in den Tricksequenzen, zurückhaltend in der Darstellung von Gewalt.“ (Lexikon des internationalen Films)[1]

## Auszeichnungen
Das Spezialeffekt-Team war bei der Oscarverleihung 1982 für die visuellen Effekte nominiert; die Filmmusik von Alex North erhielt eine Nominierung in der Kategorie Beste Filmmusik. Beide Auszeichnungen gingen jedoch an andere Filme: Jäger des verlorenen Schatzes (Effekte) und Die Stunde des Siegers (Musik). Bei den Saturn Awards im selben Jahr war Der Drachentöter in vier Kategorien nominiert, darunter als bester Fantasyfilm. Auch beim Hugo Award 1982 war der Film nominiert, ohne jedoch den Preis für die beste dramatische Präsentation zu erhalten, der an Jäger des verlorenen Schatzes verliehen wurde. 

## Medien

### DVD-Veröffentlichung
- Der Drachentöter. Buena Vista Home Entertainment 2003.

### Soundtrack
- Alex North: Dragonslayer. Original Motion Picture Soundtrack. Einspielung unter der Leitung des Komponisten. SCSE Soundtrack Collector’s Special Editions 1990, Tonträger-Nr. SCSE CD-3.